# Alexei A. Efros
Alexei A. Efros (* 9. April 1975 in Leningrad) ist ein US-amerikanischer Informatiker und Professor an der University of California, Berkeley.
Efros studierte Informatik an der University of Utah mit dem Bachelor-Abschluss 1997 und an der University of California, Berkeley, mit dem Master-Abschluss 1999. Er wurde 2003 bei Jitendra Malik in Berkeley promoviert (Data-driven Approaches for Texture and Motion). Als Post-Doktorand war er in der Robotik-Forschungsgruppe der Universität Oxford. 2004 wurde er Assistant Professor und 2010 Associate Professor an der Carnegie Mellon University (Robotik-Institut und Informatik-Fakultät) und 2013 Associate Professor und 2017 Professor an der University of California, Berkeley.
2009 war er als Guggenheim Fellow an der École normale supérieure (Paris) (WILLOW Laboratory).
Er veröffentlichte 1999 mit Thomas K. Leung eine Arbeit über Textursynthese mit nicht-parametrischer Modellierung (Image Growing), die diese wesentlich vereinfachte und auf diesem Gebiet umwälzend wirkte. Seine Arbeit von 2008 mit James Hays war ebenfalls sehr einflussreich. Darin wurden Bilder vervollständigt durch Algorithmen, die Millionen von ähnlichen Bildern im Internet oder aus umfangreichen Datenbanken scannten. Das wurde danach vielfach angewandt.  Später entwickelte er Bildtransformations-Algorithmen mit Deep Learning, so um Schwarz-Weiß Fotos einzufärben, typische Charakteristika einer Stadt aus zahlreichen Fotos herauszufiltern (Aufsatz What makes Paris look like Paris ?) oder zeitgebundene Stilelemente aus Porträts in High-School-Jahrbüchern herauszufiltern.
2016 erhielt er den ACM Prize in Computing (ACM Infosys Award) für einen bahnbrechenden Daten-getriebenen Zugang zur Computergraphik und Computersehen (Laudatio).

## Schriften (Auswahl)
- mit Thomas K. Leung: Texture synthesis by non-parametric sampling, IEEE International Conference on Computer Vision (ICCV), Corfu, Greece, September 1999 (erhielt den Helmholtz-Preis)
- mit D. Hoiem, M. Hebert: Putting Objects in Perspective, IEEE Conference on Computer Vision and Pattern Recognition (CVPR), New York, Juni 2006.
- mit James Hays: Scene Completion Using Millions of Photographs, ACM Transactions on Graphics (SIGGRAPH 2007), August 2007, Band 26, Nr. 3.
- mit J-Y. Zhu, A. Agarwala, E. Shechtman, J. Wang: Mirror Mirror: Crowdsourcing better portraits, ACM Transactions on Graphics (SIGGRAPH Asia), Band 33, Nr. 6, 2014
- mit C. Doersch, S. Singh, A. Gupta, J. Sivic: What makes Paris look like Paris?, Comm. of the ACM, Band 58, 2015, Nr. 12 (auch Siggraph 2012)
- mit Richard Zhang, Phillip Isola: Colorful Image Colorization, European Conference on Computer Vision (ECCV), Amsterdam, Oktober 2016
- mit Shiry Giosar u. a.: A Century of Portraits: A Visual Historical Record of American High School Yearbooks, Extreme Imaging Workshop, International Conference on Computer Vision, ICCV 2015[2]